# Philya californensis
Philya californensis är en insektsart som beskrevs av Goding. Philya californensis ingår i släktet Philya och familjen hornstritar. Inga underarter finns listade i Catalogue of Life.